# Фонтане (Лоара)
Фонтане (фр. Fontanès) насеље је и општина у источној Француској у региону Рона-Алпи, у департману Лоара која припада префектури Сент Етјен.
По подацима из 2011. године у општини је живело 658 становника, а густина насељености је износила 99,25 становника/km². Општина се простире на површини од 6,63 km². Налази се на средњој надморској висини од 810 метара (максималној 900 m, а минималној 633 m).

## Демографија
| 1962. | 1968. | 1975. | 1982. | 1990. | 1999. | 2011. |
| ----- | ----- | ----- | ----- | ----- | ----- | ----- |
| 425   | 449   | 423   | 461   | 525   | 576   | 658   |

График промене броја становника у току последњих година